# Светско првенство у скоковима у воду 2017 — торањ 10 м синхронизовано мешовито
Такмичење у скоковима у воду у дисциплини торањ 10 метара синхронизовано за мешовите тимове на Светском првенству у скоковима у воду 2017. одржано је 15. јула 2017. године као део програма Светског првенства у воденим спортовима. Такмичења су се одржала у базену Дунав арене у Будимпешти (Мађарска).
Учестовало је укупно 16 парова из исто толико земаља (укупно 32 такмичара). Титулу светских првака освојио је кинески пар Жен Ћен − Љен Ђуенђе који је убедљиво тријумфовао са 352,98 бодова, испред британског пара Луиз Тулсон & Мети Ли и севернокорејске комбинације Ким Мире & Хјон Илмјонг.

## Освајачи медаља
|                             | Резултат |                                          | Резултат |                                          | Резултат |
|                             |          |                                          |          |                                          |          |
| Кина · Жен Ћен · Љен Ђуенђе | 352,98   | Велика Британија · Луиз Тулсон · Мети Ли | 323,28   | Северна Кореја · Ким Мире · Хјон Илмјонг | 318,12   |

## Резултати
Сви пријављени парови такмичили су се директно у финалу, а такмичење је одржано 15. јула са почетком у 13:00 часова по локалном времену.
| ПЛ. | Репрезентација   | Скакачи                            |        |
| ПЛ. | Репрезентација   | Скакачи                            | Бодови |
| --- | ---------------- | ---------------------------------- | ------ |
|     | Кина             | Жен Ћен Љен Ђуенђе                 | 352,98 |
| 2   | Велика Британија | Луиз Тулсон Мети Ли                | 323,28 |
| 3   | Северна Кореја   | Ким Мире Хјон Илмјонг              | 318,12 |
| 04. | Русија           | Јулија Тимошињина Виктор Минибајев | 310,08 |
| 05. | Канада           | Меган Бенфето нејтан Жомбор-Мари   | 307,80 |
| 06. | Jапан            | Минами Итахаши Казуки Мураками     | 307,74 |
| 07. | Aустралија       | Мелиса Ву Домоник Беџгуд           | 306,30 |
| 08. | Немачка          | Кристина Вазен Флоријан Фандлер    | 302,46 |
| 09. | Mексико          | Вивијана дел Анхел Рандал Виљарс   | 301,08 |
| 10. | Сједињене Државе | Тарин Џилилард Ебдрју Капобјанко   | 300,12 |
| 11. | Италија          | Ноеми Батки Мајкол Верцото         | 291,54 |
| 12. | Украјина         | Валерија Љуљко Максим Долгов       | 287,34 |
| 13. | Колумбија        | Каролина Муриљо Виктор Ортега      | 258,93 |
| 14. | Куба             | Тути Гарсија Хејнклер Агире        | 256,35 |
| 15. | Сингапур         | Лим Шен-Јан Фрејда Џонатан Чан     | 250,68 |
| 16. | Узбекистан       | Јулија Нуштајева Ботир Хасанов     | 196,20 |